# Nomia alluaudi
Nomia alluaudi är en biart som först beskrevs av Gregory B. Pauly 2000.  Nomia alluaudi ingår i släktet Nomia och familjen vägbin. Inga underarter finns listade i Catalogue of Life.